# سيدي مالك (انويرات)
سيدي مالك هي إحدى مشيخات المملكة المغربية، تتبع جغرافيا لإقليم سيدي قاسم وإداريًا لانويرات. يقدر عدد سكانها بـ 9588 نسمة حسب الإحصاء الرسمي للسكان والسكنى لسنة 2004.